# Yukika Teramoto
Yukika Teramoto (寺本 來可, Teramoto Yukika, née le 16 février 1993), également connue sous le nom de Yukika (coréen : 유키카 ; japonais : ユキカ), est une chanteuse et actrice japonaise basée en Corée du Sud. C'est une ancienne mannequin et actrice de doublage.
Après avoir auditionné pour le magazine Nicola en 2006, Yukika Teramoto est mannequin pour ce dernier jusqu'en 2009. Elle fait ses débuts en tant qu'actrice dans le drama ChocoMimi. De 2009 à 2012, Yukika double plusieurs séries d'anime et de jeux vidéo, notamment Rouge Clafoutis dans Dog Days, Chiri Nakazato dans Seitokai Yakuindomo et Kaname Nonomiya dans Gal Gun.
Après une pause en 2012 pour se concentrer sur ses études universitaires, Yukika Teramoto revient dans le milieu du divertissement 3 ans plus tard, en 2015. L'année suivante, elle joue dans le drama sud-coréen The Idolmaster KR et fait ses débuts dans le girl group sud-coréen Real Girls Project, ce qui commencera sa carrière en Corée du Sud. En 2019, elle sort son premier single solo coréen, Neon. Son premier album, Soul Lady, sortit en juillet 2020.

## Carrière

### 2006–2009: Mannequinat et débuts d'actrice
En 2006, Yukika Teramoto était l'une des gagnantes de la dixième édition d'auditions de mannequins pour le magazine japonais de mode pré-ado Nicola. Elle a travaillé pour le magazine du numéro de septembre 2006 jusqu'à celui de mars 2009. Elle fait ses débuts d'actrice dans l'adaptation live-action de ChocoMimi en 2007. Le personnage principal Choco, joué par Yukika, sortira de la musique avec Kayano Masuyama sous le nom Choco & Mimi. Leur premier single, Happy Happy!, générique d'ouverture de ChocoMimi, est sorti en 2008 et a atteint la 175e place du classement hebdomadaire des singles d'Oricon.
En 2008, Yukika Teramoto fait ses débuts au cinéma avec un rôle mineur dans Handsome Suits. Par la suite, elle apparaît dans des publicités pour Pocari Sweat d'Otsuka Pharmaceutical, Baskin Robbins et Happy Dance Collection de Bandai Namco Entertainment pour la Nintendo Wii.

### 2009-2012: Doublage et interruption
Après avoir été mannequin pour le magazine Nicola, Yukika Teramoto rejoint l'agence I'm Enterprise en tant qu'actrice de doublage. Elle fait ses débuts avec un rôle mineur dans K-On! et rentre à l'école de doublage NichiNare. En plus de fournir des voix supplémentaires dans diverses séries d'anime et de jeux vidéo, Yukika Teramoto a également un rôle régulier dans Dog Days en tant que Rouge Clafoutis, dans Seitokai Yakuindomo en tant que Chiri Nakazato et dans Gal Gun en tant que Kaname Nonomiya. Le 28 décembre 2011, elle démissionne de I'm Enterprise et se rend à l'université.

### 2015-présent: Real Girls Project et débuts en solo
Yukika Teramoto retrouve l'industrie du divertissement en août 2015, lorsqu'elle apparait dans des publicités. Elle déclare être intéressée par la culture sud-coréenne depuis qu'elle a écouté Gee des Girls' Generation, artistes qu'elle écoute depuis son jeune âge, avec Kara et BoA. En 2016, elle auditionne pour The Idolmaster KR, une adaptation dramatique sud-coréenne de la série de jeux originale, et fut la seule actrice japonaise à être sélectionnée. En plus de jouer dans The Idolmaster KR, Yukika faisait également partie du Real Girls Project, un groupe d' idoles coréennes formé spécialement pour la série.
Après la dissolution du Real Girls Project, Yukika quitte Mole Entertainment et signe avec Estimate Entertainment. En 2018, elle joue le rôle de Yui, rôle secondaire dans le drama sud-coréen Hello, Stranger!  Elle prêtera sa voix à Athena et Palas dans le jeu mobile Destiny Child ; et fournira une nouvelle version de la chanson thème du jeu, Da yo ne Da yo ne.
Le 22 février 2019, Yukika Teramoto sort son premier single solo coréen Neon. Le morceau, ayant un concept de "nouvelle fille rétro", s'apparente à de la city pop. Plus tard dans l'année, le 9 juillet, son single Cherries Jubiles est révélé. En préparation de son premier album solo, Soul Lady, Yukika a sorti Yesterday le 8 juillet 2020 en pré-sortie. Soul Lady sort officiellement le 21 juillet 2020, avec le titre principal du même nom.

## Filmographie

### Télévision
- 2007 : ChocoMimi : Chiyoko Choco Sakurai[3],[1]
- 2017 : The Idolmaster KR : Yukika[9]
- 2017 : Mix Nine : Elle-même
- 2018 : Must Eat: It's OK to Live Alone
- 2018 : Hello, Stranger! : Yui

### Films
- 2008 : Handsome Suits

## Théâtre
- 2015 : Gakuya: Nagare Saru Mono wa Ya ga Tenatsukashiki[14]
- 2015 : Twelve Angry Men[15]
- 2016 : Aoi Season[16]

### Clips vidéos
- 2007 : Yumefurin de Muramasa
- 2008 : Kimi Meguru Boku de Motohiro Hata
- 2019 : Maybe we found love de Sungtae

## Doublage

### Anime
- 2009 : K-On! : Étudiante[6]
- 2010 : Oreimo : Femme de ménage
- 2010 : Kiddy Girl-and : Robot de ménage
- 2010 : Seitokai Yakuindomo : Chiri Nakazato
- 2010 : Night Raid 1931 : Voix supplémentaires
- 2010 : Chu-Bra!! Kojima
- 2010 : Motto To Love-Ru : Oku-chan
- 2010 : Dog Days : Rouge Clafoutis
- 2010 : Trip Trek : Furuti

### Films
- 2010 : Keroro Gunso the Super Movie: Creation! Ultimate Keroro, Wonder Space-Time Island : Enfant

### OVA
- 2010 : Kiss × sis : Keita Suminoe (jeune)[6]
- 2011 : Seitokai Yakuindomo : Chiri Nakazato, Misaki Amano
- 2011 : Five Numbers : Voix supplémentaires
- 2011 : Baby Princess : Nijiko Amatsuka

### Jeux vidéo
- 2010 : Class of Heroes 2G[6]
- 2010 : Dengeki no Pilot: Tenkū no Kizuna : Fiona
- 2010 : Love Once : Michiru Tsutsumi
- 2011 : Gal Gun : Kaname Nonomiya[17]
- 2011 : Love Once: Mermaid's Tears : Michiru Tsutsumi
- 2011 : Growlanser Wayfarer of Time : Tricia
- 2018 : Destiny Child : Athéna, Palas[11]

### Séries télévisées
- 2009 : Love Lab : Étudiante
- 2010 : Fight! Don't Disappear!! Shikiso Usuko-san : Eiko Eshio
- 2010 : Goulart Knights Quatre Saisons Tsuki no Yuki Fubuki
- 2010 : A Certain Scientific Railgun Archives 3 : Futaba
- 2011 : Dog Days : Rouge Clafoutis

### Radio
- 2009-2010 : Dengeki no Pilot: Radio no Kizuna[6]
- 2010-2011 : A & G Next Generation Lady Go!![18]

## Discographie

### Albums studio
| Titre                | Détails de l'album                                                                    | Meilleures positions | Ventes       |
| Titre                | Détails de l'album                                                                    | KOR                  | Ventes       |
| -------------------- | ------------------------------------------------------------------------------------- | -------------------- | ------------ |
| Soul Lady (서울여자) | - Sortie : 21 juillet 2020 - Label : Dreamus - Formats : CD, téléchargement numérique | 8                    | - KOR: 7 563 |

### Singles
| Titre | Année | Meilleures positions | Album     |
| Titre | Année | KOR                  | Album     |
| --- | ----- | -------------------- | --------- |
| Neon (네온)                                                                                              | 2019  | -                    | Soul Lady |
| Cherries Jubiles (좋아하고 있어요)                                                                       | 2019  | -                    | Soul Lady |
| Yesterday                                                                                                | 2020  | -                    | Soul Lady |
| Soul Lady                                                                                                | 2020  | -                    | Soul Lady |
| «-» indique les versions qui n'ont pas été enregistrées ou qui n'ont pas été publiées dans cette région. |       |                      |           |

### Bandes originales
| Titre | Année | Meilleures positions | Meilleures positions | Meilleures positions |
| Titre | Année | JPN                  | JPN                  | KOR                  |
| Titre | Année | Oricon               | Hot 100              | KOR                  |
| --- | ----- | -------------------- | -------------------- | -------------------- |
| Happy Happy! (ハピハピ！)                                                                                | 2007  | 175                  | -                    | -                    |
| Rocket (ロケット)                                                                                        | 2008  | -                    | -                    | -                    |
| Dream | 2016  | -                    | -                    | -                    |
| One For All                                                                                              | 2016  | -                    | -                    | -                    |
| Pingpong Game                                                                                            | 2017  | -                    | -                    | -                    |
| Da yo ne Da yo ne (だよねだよね)                                                                         | 2018  | -                    | -                    | -                    |
| «-» indique les versions qui n'ont pas été enregistrées ou qui n'ont pas été publiées dans cette région. |       |                      |                      |                      |

### Clips vidéos
- 2019 : Neon
- 2019 : Cherries Jubiles
- 2020 Soul Lady